# Tepotzotlán
Tepotzotlánⓘ – miasto w Meksyku, w stanie Meksyk.